# Calai
Calai o Kalai es un municipio de la provincia de Cubango en Angola. En julio de 2018 tenía una población estimada de 25 517 habitantes.
Se encuentra ubicado al sureste del país, cerca del curso alto del río Okavango y de la frontera con Namibia.